# Macrothemis fallax
Macrothemis fallax – gatunek ważki z rodziny ważkowatych (Libellulidae).